# Kolpingjugend
Die Kolpingjugend ist ein katholischer Jugendverband. In Deutschland besteht er als Kolpingjugend im Kolpingwerk Deutschland, in Europa als Kolpingjugend Europa.
Die Kolpingjugend wird von den Mitgliedern des Kolpingwerkes bis 29 Jahre gebildet und ist ein katholischer Jugendverband, der sich zu den Werten Adolph Kolpings bekennt. Gemeinsam mit den Erwachsenen bilden sie eine Verbandsgemeinschaft. Die Kolpingjugend engagiert sich in den Themenfeldern Politik, Kirche, Eine Welt sowie Arbeit und Soziales.
Die konkrete Arbeit ist vielfältig. Vor Ort werden Gruppenstunden, Ferienlager, politische Bildung, soziale Projekte und vieles mehr angeboten. Auch verbandsweite Aktionen (z. B. Projekt gegen Rechts: „Wer Mut zeigt, macht Mut“) und Großveranstaltungen (Kolpingtag 2000 und 2015 in Köln, Bundestreffen der Kolpingjugend in Regensburg 2003, eine Jugendwallfahrt unter dem Motto „wegweisend“ 2009 in Köln oder das Jugendevent Sternenklar unter dem Motto „Du baust die Zukunft“ 2018 in Frankfurt am Main) werden durchgeführt.
Die Mitglieder arbeiten freiwillig, ehrenamtlich und nach demokratischen Grundsätzen selbstorganisiert auf allen Ebenen des verbandlichen, kirchlichen und zivilen Lebens mit.

## Kolpingjugend Deutschland

### Zahlen und Fakten
Die Kolpingjugend Deutschland hat rund 34.000 Mitglieder in 2.342 Kolpingsfamilien in den 27 deutschen Bistümern. Das Internationale Kolpingwerk ist in 61 Ländern weltweit vertreten. Daher ist auch die Kolpingjugend ein internationaler Jugendverband.
Die Zeitschrift der Kolpingjugend heißt X-Mag und ist seit Januar 2015 Bestandteil des Kolpingmagazins.

### Geschichte
Die XXI. Generalversammlung des Kolpingwerks in Köln beschloss am 20. Oktober 1957 ein neues Generalstatut, in dem das Kolpingwerk in die Gruppen Jungkolping, Kolping und Altkolping unterteilt wurde. Damit begann die Geschichte der Kolpingjugend als Alters- bzw. Zielgruppe. Die Deutsche Zentralversammlung vom 23. bis 25. Oktober 1962 in Hirschberg beschloss die Organisation und die Ziele der Gruppe Jungkolping.
Der erste bundesweite Jugendtag fand vom 31. Mai bis 3. Juni 1973 in Köln unter dem Motto „Handeln, nicht behandelt werden“ mit 6.000 Teilnehmern statt. Die Gruppe Kolping wurde 1978 in Kolping Junge Erwachsene umbenannt. Danach bestand die Kolpingjugend aus den Altersgruppen Jungkolping und Kolping Junge Erwachsene. Außerdem gab sich die Kolpingjugend ein Rahmenkonzept basierend auf dem Paderborner Programm von 1976. Dieses Rahmenkonzept war der Vorgänger der heutigen Leitzsätze.
Vom 2. bis 5. Juni 1988 fand der Kolping Jugendtag „Projekt A3 – Wir machen mehr aus unserer Arbeit“ mit 6.000 Teilnehmern in Essen statt. Im Mai 1994 wurde eine Wallfahrt von Kerpen nach Köln mit 800 Teilnehmern durchgeführt. Der Verband erhielt im März 1995 ein neues Logo. Im Juli 1995 war das Bundestreffen der Kolpingjugend „Auf, werde lebendig!“ in Osnabrück  mit 1.500 Teilnehmern.
Die Kolpingjugend startete im Februar 2001 die bundesweite Aktion gegen Fremdenfeindlichkeit „Wer Mut zeigt, macht Mut“. Die Leitsätze der Kolpingjugend wurden im März 2001 von der Bundeskonferenz in Vallendar beschlossen. In Regensburg wurde vom 3. bis 5. Oktober 2003 das Bundestreffen „Blickwechsel03“ mit 3.500 Teilnehmern durchgeführt. Die Kolpingjugend beteiligte sich im August 2005 mit einer großen Aktionsmeile und eigenem Festival rund um die Minoritenkirche am XX. Weltjugendtag in Köln.
Mit der Kampagne „Ich tu’s – ehrenamtlich“ betonte die Kolpingjugend im September 2005 ihr gesellschaftliches ehrenamtliches Engagement.
Die Bundeskonferenz der Kolpingjugend, die vom 22. bis 24. September 2006 in Herbstein / Diözesanverband Mainz stattfand, beschloss das Thema „Jugend und Arbeitswelt“ in den Mittelpunkt der inhaltlichen Arbeit der Kolpingjugend zu stellen.
Vom 18. bis 20. September 2009 fand eine Jugendwallfahrt unter dem Motto „wegweisend“ in Köln mit ca. 1.500 Teilnehmern statt.
1200 Teilnehmende kamen vom 28. bis 30. September 2018 zum Jugendevent Sternenklar nach Frankfurt am Main. Unter dem Motto „Du baust die Zukunft“ feierten die Teilnehmenden und tauschten sich zu den Themen Europa, Bewahrung der Schöpfung und der Zukunft des Verbandes aus.

### Überverbandliche Einordnung
Die Kolpingjugend Deutschland ist Mitglied im Bund der Deutschen Katholischen Jugend.